# Diegodendron humbertii
Diegodendron humbertii är en tvåhjärtbladig växtart som beskrevs av René Paul Raymond Capuron. Diegodendron humbertii ingår i släktet Diegodendron och familjen Diegodendraceae. Inga underarter finns listade i Catalogue of Life.